# Lal-lo
Lal-lo (Bayan ng Lal-lo) är en kommun i Filippinerna. Kommunen ligger på ön Luzon, och tillhör provinsen Cagayan. Folkmängden uppgår till 36 529 invånare.

## Barangayer
Lal-lo är indelat i 35 barangayer.
| - Abagao - Alaguia - Bagumbayan - Bangag - Bical - Bicud - Binag - Cabayabasan (Capacuan) - Cagoran - Cambong - Catayauan - Catugan | - Centro (Pob.) - Cullit - Dagupan - Dalaya - Fabrica - Fusina - Jurisdiction - Lalafugan - Logac - Magallungon (Sta. Teresa) - Magapit - Malanao | - Maxingal - Naguilian - Paranum - Rosario - San Antonio (Lafu) - San Jose - San Juan - San Lorenzo - San Mariano - Santa Maria - Tucalana |